# Natura 2000-område nr. 24 Hanstholm Reservatet, Hanstholmknuden, Nors sø og Vandet sø
Natura 2000-område nr. 24 Hanstholm Reservatet, Hanstholmknuden, Nors sø og Vandet sø består af de store klitarealer syd for Hanstholm, samt de to store, kalkrige søer, Nors Sø og Vandet Sø. Klitområdet består for en stor del af arealer med klithede og klitlavninger, med mange næringsfattige søer. Der findes også andre klittyper, samt kalkoverdrev, sure overdrev og rigkær i området. En del af Tved og Vilsbøl Klitplantager indgår også i området. Øst for byen Hansholm ligger Hanstholmknudens langstrakte kystskrænt (Habitatområde nr. 220) der også indgår i naturplanområdet. 
Området har et rigt fugleliv og er hjemsted for en række meget sjældne planter. Den sjældne plante liden najade findes i Nors Sø, som det eneste sted i Danmark. Som fuglelokalitet er området vigtigt for bl.a. tinksmed, hjejle, trane, mosehornugle, sædgås og nordisk lappedykker.
Natura 2000-planen er vedtaget i 2011, hvorefter kommunalbestyrelserne
og Naturstyrelsen skal udarbejde bindende handleplaner, som skal sikre
gennemførelsen af planen. Et forslag til handleplan er i høring i sommeren 2012 . Planen videreføres og videreudvikles i senere planperioder.

Natura 2000-området ligger i Thisted Kommune, og naturplanen er koordineret med vandplanen 1.1 Nordlige Kattegat, Skagerrak.

## Arealfordeling
I habitatområde 220, Hanstholm Reservatet, Nors Sø og Vandet Sø er der 4.543 hektar §3-beskyttet natur, som fordeler sig sådan:
- Vandløb 16 km
- Hede 3.019 ha
- Eng 3 ha
- Mose 518 ha
- Overdrev 49 ha
- Sø 954 ha

I habitatområde H220 Hanstholm Knuden er der 323 hektar beskyttet natur, som fordeler sig sådan:
- Hede 306 ha
- Mose 0,4 ha
- Overdrev 17 ha

## Udpegningsgrundlag for Fuglebeskyttelsesområde nr. F22
Fugle:
- Rørdrum (Y)
- Sædgås (T)
- Trane (Y)
- Hjejle (Y)
- Tinksmed (Y)
- Mosehornugle (Y)[1][2]

## Naturfredning
I naturpplanområdet indgår to store naturfredninger: Nors Sø samt Tved og Vilsbøl Klitplantager blev fredet i 1980, i alt 2.273 hektar . I Hanstholm Vildtreservat er et areal på 3.399 hektar fredet . Ved hanstholmknuden blev 23 hektar i 1975 fredet for at sikre og beskytte de geologiske, botaniske og landskabelige værdier i kalkskrænten .